# ピウス9世勲章

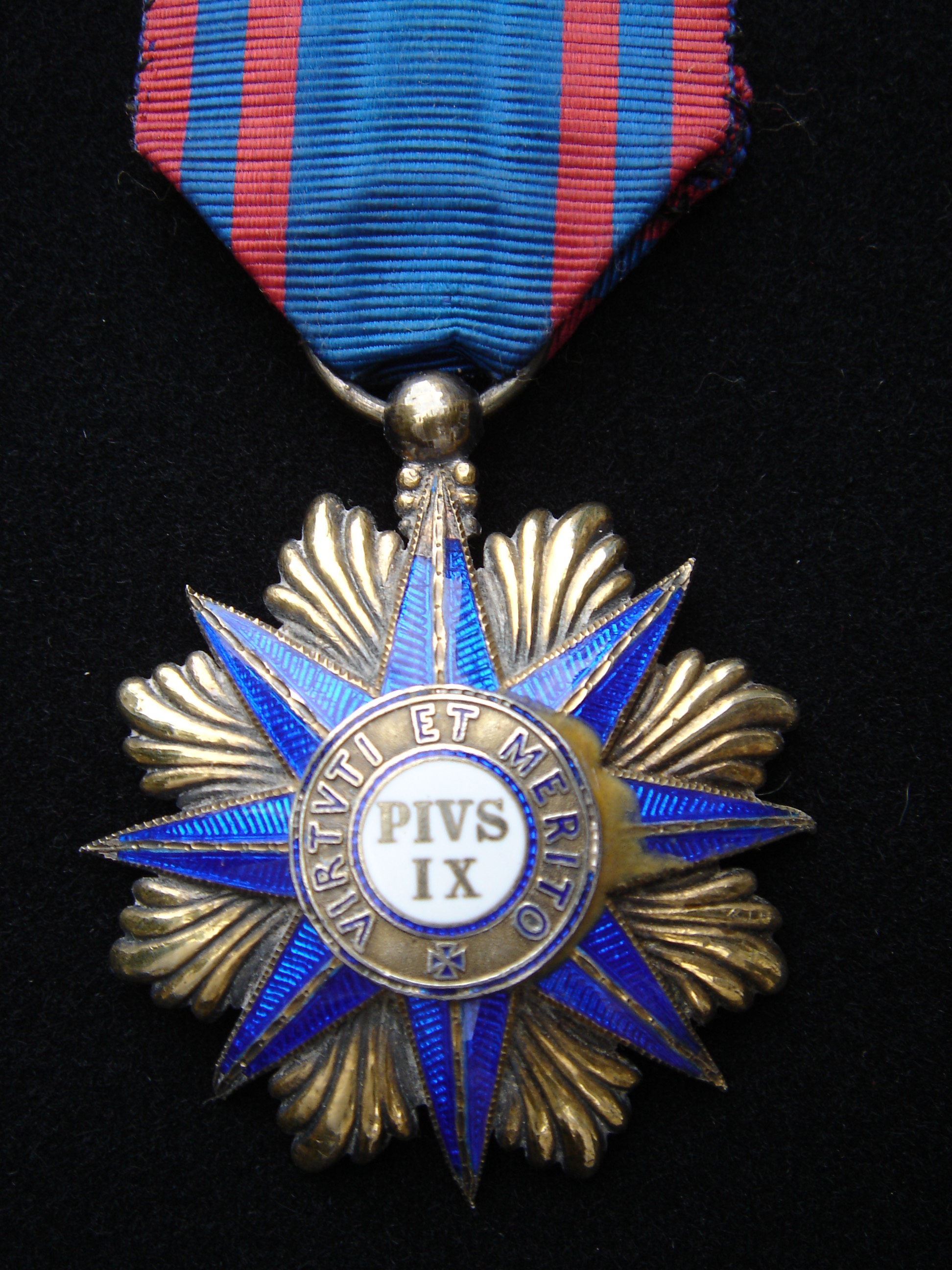
ピウス9世勲章

ピウス9世勲章（羅: Ordo Pii IX）は、ローマ教皇から授与される騎士団勲章5つのうち１つ。名称は19世紀のローマ教皇、ピウス9世に由来する。

## 勲章
中央にPIVS IXの文字とそれを囲む標語Virtuti et Merito（善行と功績）が記された青の八芒星で、綬は青地に赤で二重に縁取られている。主に外交使節に対して授与されており、最上級の頸飾は教皇庁を公式訪問した国家元首に限り贈られる。大十字章については国際的な場でカトリック教会に大きな貢献を行ったカトリック信徒に対しても例外的に授与されている。

## 等級
等級は4つあるが、このうち司令官については星章ありとなしの区分があり、実質5等級となっている。

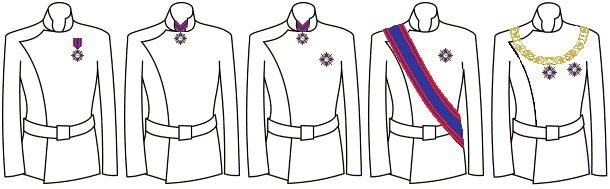
左から騎士、司令官、司令官（星章あり）、大十字、頸飾

1. 頸飾（頸飾と星章）
2. 大十字（大綬と星章）
3. 司令官（中綬・星章ありまたはなし）
4. 騎士（小綬）

## 歴史
もともとピウス4世が創設し、その後途絶えていたものを、1847年6月17日ピウス9世が復活させた。

## 著名な受章者
- ハイレ・セラシエ1世
- フアン・カルロス1世
- 第17代ノーフォーク公爵
- コンスタンディノス・ステファノプロス
- ジャック・シラク
- ジュセリーノ・クビチェック
- カルロス・メネム
- ディミトリス・フリストフィアス
- ゲオルギオス・アンドレアス・パパンドレウ
- クルト・ヴァルトハイム
- アルフレート・フォン・ヴァルダーゼー（1901年）

### 日本の受章者
- 西園寺公望（1888年、大十字）
- 吉川重吉（1888年、騎士）
- 桂太郎（1906年、大十字）
- 吉田要作（1906年、騎士）
- 珍田捨巳（1921年、大十字）
- 斎藤実（1932年、大十字）
- 野間清治（1932年、司令官）